# Jean Baratte
Jean Baratte (ur. 7 czerwca 1923 w Lambersart, zm. 1 lipca 1986 w Faumont) – piłkarz francuski grający na pozycji napastnika. W swojej karierze rozegrał 32 mecze w reprezentacji Francji, w których strzelił 19 goli.

## Kariera klubowa
Swoją karierę piłkarską Baratte rozpoczął w Olympique Lillois. Grał w nim w latach 1941–1943. Następnie odszedł do EF Lille Flandres i spędził w nim sezon 1943/1944. W 1944 roku został zawodnikiem innego klubu z Lille, Lille OSC. W sezonie 1945/1946 wywalczył z nim swój pierwszy tytuł mistrza Francji, a w sezonie 1953/1954 – drugi. W latach 1948–1951 czterokrotnie z rzędu zostawał wicemistrzem Francji. W sezonach 1947/1948 i 1948/1949 zostawał królem strzelców francuskiej ligi strzelając odpowiednio 31 i 26 goli. Wraz z Lille wygrywał również Puchar Francji w latach 1946, 1947, 1948 i 1953.
W 1953 roku Baratte odszedł z Lille do drugoligowego AS Aixoise. Na początku 1955 roku przeszedł do CO Roubaix-Tourcoing i grał w nim do końca sezonu 1955/1956. W 1956 roku wrócił do Lille i w sezonie 1956/1957 grał w nim w drugiej lidze. W 1957 roku zakończył swoją karierę.
| Sezon   | Klub                 | Kraj    | Rozgrywki      | Mecze | Bramki |
| ------- | -------------------- | ------- | -------------- | ----- | ------ |
| 1941/42 | Olympique Lillois    | Francja | Zone Interdite | ?     | ?      |
| 1942/43 | Olympique Lillois    | Francja | Division 1     | ?     | ?      |
| 1943/44 | EF Lille-Flandres    | Francja | Division 1     | ?     | ?      |
| 1944/45 | Lille OSC            | Francja | Division 1     | ?     | ?      |
| 1945/46 | Lille OSC            | Francja | Division 1     | 30    | 19     |
| 1946/47 | Lille OSC            | Francja | Division 1     | 36    | 28     |
| 1947/48 | Lille OSC            | Francja | Division 1     | 34    | 31     |
| 1948/49 | Lille OSC            | Francja | Division 1     | 32    | 26     |
| 1949/50 | Lille OSC            | Francja | Division 1     | 33    | 22     |
| 1950/51 | Lille OSC            | Francja | Division 1     | 32    | 19     |
| 1951/52 | Lille OSC            | Francja | Division 1     | 34    | 11     |
| 1952/53 | Lille OSC            | Francja | Division 1     | 33    | 10     |
| 1953/54 | Lille OSC            | Francja | Division 1     | 4     | 1      |
| 1953/54 | AS Aixoise           | Francja | Division 2     | 16    | 9      |
| 1954/55 | AS Aixoise           | Francja | Division 2     | 12    | 4      |
| 1954/55 | CO Roubaix-Tourcoing | Francja | Division 1     | 16    | 2      |
| 1955/56 | CO Roubaix-Tourcoing | Francja | Division 2     | 38    | 10     |
| 1956/57 | Lille OSC            | Francja | Division 2     | 13    | 3      |

## Kariera reprezentacyjna
W reprezentacji Francji Baratte zadebiutował 24 grudnia 1944 roku w wygranym 3:1 towarzyskim meczu z Belgią. Od 1944 do 1952 roku rozegrał w kadrze narodowej 32 mecze i zdobył w nich 19 bramek.

## Kariera trenerska
Po zakończeniu kariery piłkarskiej Baratte został trenerem. Prowadził takie kluby jak: CO Roubaix-Tourcoing, Lille OSC, Espérance Tunis i US Tourcoing.